# Grimsås kyrka
Grimsås kyrka är en kyrkobyggnad i Grimsås i Tranemo kommun.  Den tillhör sedan 2010 Dalstorps församling (tidigare Nittorps församling) i Göteborgs stift.

## Kyrkobyggnaden
Enskilda och stiftelser lämnade bidrag till kyrkan, uppfördes 1970 på en donerad tomt efter ritningar av arkitekten Alf Berne. Kyrktypen, med sammanbyggda församlingslokaler och kyrkorum, var vanlig under 1900-talets andra hälft. Arkitekturen har funktionalistiska drag, med plana tak och odekorerade fasader, vilka bryts upp av större sammanhängande fönsterpartier. 
Byggnaden är murad av kalksandsten med svarta betongpannor på ett brant sadeltak. Kyrkan tillbyggdes 1986 med bibehållen ursprunglig prägel såväl exteriört som interiört.
Kyrkorummet är intakt från uppförandet och representativt för tiden med omålade träytor, väggar av kalksandsten med ljusa fogar, enhetligt utformat altare, predikstol, dopfunt och bänkinredning. 
Fönster från golv till takfot ger gott ljusinsläpp. Långbänkar i furu och bordsaltare. Innertaket har furupanel på limträbågar.

## Inventarier
För den konstnärliga utsmyckningen (altarprydnad i glas och fönsterprydnad i trä) har konstnären Erik Höglund svarat i nära samarbete med arkitekten.

### Orgel
Orgeln med sju stämmor fördelade på manual och pedal är tillverkad av Hermann Eule Orgelbau Bautzen.

## Klockstapel
Norr om kyrkan står en klockstapel byggd av parallellställda betongelement.